# Nutzenversprechen
Der Begriff Nutzenversprechen (englisch value proposition), auch Wertversprechen, stammt aus der Wirtschaft und ist während der New Economy populär geworden. Er beschreibt, welchen Nutzen ein Unternehmen seinen Kunden mit einem bestimmten Produkt oder einer bestimmten Dienstleistung verspricht.

## Nutzenversprechen bei Geschäftsmodellen
Das Nutzenversprechen eines Geschäftsmodells beschreibt den Nutzen und damit den Wert, den Kunden oder Wertschöpfungspartner durch ein Geschäftsmodell erhalten. Das Nutzenversprechen richtet sich an zwei unterschiedliche Anspruchsgruppen:
1. Kunden: Das Nutzenversprechen beschreibt, welchen Nutzen der Kunde erlangt. Das Geschäftsmodell definiert sich also nicht über ein bestehendes Produkt, sondern über die Nutzengenerierung und damit indirekt über die Bedürfnisbefriedigung beim Kunden. Durch die bewusste Festlegung, welche Bedürfnisse befriedigt werden sollen, impliziert das Nutzenversprechen auch, welche Aktivitäten nicht vom Unternehmen ausgeübt werden. Diese „negative“ Auswahl ist entscheidend für die Fokussierung des Unternehmens.
2. Wertschöpfungspartner: Bestandteil des Nutzenversprechens ist nicht nur die Beschreibung des Nutzens für die Endkunden, sondern auch für Partner des Wertschöpfungsprozesses. Das Nutzenversprechen enthält den Nutzen, den die Wertschöpfungspartner, seien es Lieferanten oder Komplementäre, aus der Teilnahme an dem Geschäftsmodell ziehen und diese somit motivieren, Teil des Geschäftsmodells zu werden.

Value Proposition: Bei der Festlegung der Partner, die an der Wertschöpfung beteiligt sind, und der Kunden, für die die Leistung erbracht werden soll, ist zu berücksichtigen, welcher Nutzen ihnen aus der Einbindung in das Geschäftsmodell bzw. aus der erbrachten Leistung entstehen soll.
Value Proposition (Kundenwert schaffen) ist ein spezieller Mix von Produkt, Preis, Dienstleistung, sowie besondere Beziehung und Imagefaktoren gegenüber den Kunden.